# Przemysław Zwias
Przemysław Zwias (ur. 1979) – producent muzyczny, wokalista, kompozytor, muzyk w projektach "The Happiness" i "Pastuch". Saksofonista zespołu "Akurat" (1996-2012), basista w punkowych zespołach: AM i LIPOWSKI.
W latach (1990–2001) grał na klarnecie i flecie w "Estradzie Ludowej Czantoria".

## Dyskografia
The Happiness:
- The Happiness & Derek Clegg - This Is Your Life (2021)
- The Happiness & Derek Clegg - Stare Over My Body (2022)
- The Happiness & Derek Clegg - This Is Your Life (Remake 2023)
- The Happiness & Derek Clegg - 2nd Base (2023)[1]
- The Happiness & Derek Clegg - Sunny Day (2024)

Pastuch:
- Czarna owca (2012)
- Seks po polsku (2012)
- Mosty miłości (2012)
- Instrukcja obsługi kobiety (2012)

Akurat:
- Pomarańcza (2001),
- Prowincja (2003),
- Fantasmagorie (2006),
- Optymistyka (2008),
- Człowiek (2010),
- Akurat Gra Kleyffa i Jedną Kelusa (2012).

Farben Lehre:
- Anioły i Demony (2013)

AM:
- Nasz czas (1997)
- Ba (2020)

Lipowski:
- Groń umarł (2003)

## Życie prywatne
Od 2010 jest w związku małżeńskim z Moniką, z którą ma dwóch synów: Józefa i Antoniego.